# 前衛花園唱片
前衛花園唱片，為臺灣一獨立音樂廠牌，創立於2001年3月，以「辛勤的耳蘑菇養殖業者」自居

，專門代理另類搖滾、Bossa Nova等各類型多國唱片，代理如德國麥斯米蘭、法國胡椒月亮樂團、西班牙妮莎樂團、心虹熱樂團、日本夢的雅朵、冰島Múm等歌手在台發行。
2007年正式成為獨立音樂廠牌，前台灣樂團自然捲主唱魏如萱發行《La Dolce Vita 甜蜜生活》專輯，而後又發行中國籍雙人組卡奇社的《日光傾城》專輯。

## 成立源起
前衛花園唱片是一人唱片公司，從老闆、倉管、專輯進貨、包裝、影印側條的文字解說都是由一人（路先生）包辦。
路先生從小是位音樂迷。因公司倒閉而給他遣散費，他有感於音樂市場都走流行路線，於是拿出遣散費中的20萬元向國外廠商引進他在網路上找到的國外專輯，原先只是帶著大袋CD跟有購買意願的人約在咖啡店，由於太突兀，而後改在家裡賣，最後終於在誠品書店設立專櫃，打出口碑。林暐哲、陳珊妮、范曉萱、萬芳和黃韻玲都是前衛花園的顧客。
2005年路先生到西班牙，比手畫腳和使用英文溝通，終於獲得西班牙廠牌點頭同意授權代理，開始在台灣壓片生產，也使得其代理專輯終於在玫瑰唱片、大眾唱片等連鎖唱片行可以買到。

## 與國外獨立廠牌合作
與西班牙廠牌Slesta、Elefant以及南韓廠牌Pastel Music，不僅代理各廠牌旗下歌手專輯在台灣發行，亦曾與Pastel Music聯合主辦麥斯米蘭的亞洲巡迴演唱會。

## 與台灣公司合作
前衛花園與誠品書店有密切的合作關係，在金石堂書店亦有設置專櫃。